# Західногімалайські широколистяні ліси
Західногімала́йські широколи́стяні ліси́ — екорегіон помірних широколистяних і мішаних лісів в західній частині Гімалаїв, від річки Ґандакі в Непалі до Східного Пакистану, у Середніх Гамалаях вузькою смугою на висотах 1500—2600 м. На меншій висоті змінюється субтропічними сосновими лісами; вище лежать західногімалайські субальпійські хвойні ліси, ще вище — західногімалайські альпійські чагарники та луки і гірські луки та чагарники Північно-західних Гімалаїв.
Зволоження переважно мусонами. Оскілько більша частина вологи перехоплюється Східними Гімалаями, цей екорегіон порівняно сухий.
Регіон містить ділянки лісів двох типів — вічнозелені широколистяні ліси та листопадні широколистяні ліси.
Вічнозелені ліси складається з таких рослин як дуби (Quercus semecarpifolia, Q. dilatata, Q. lamellosa, Q. incana), переважно на вологішому півдні, до яких примішані види родини лаврових (Machilus odoratissima, Litsea umbrosa, Litsea lanuginosa, Phoebe pulcherrima) та підлісок з мохів, папоротей та деяких епіфітів. В сухіших районах домінують Quercus ilex, інколи разом з хвойними деревами.
Листопадні ліси особливо характерні для берегів річок. Тут ростуть Aesculus indica, Juglans regia, Carpinus viminea, Alnus nepalensis, кілька видів клена. В сухіших місцях їх зміняють Populus ciliata, Ulmus wallichiana, Alnus nitida і Corylus colurna
Регіон не дуже багатий видами тварин. Тут мешкає 76 видів ссавців, серед яких два ендемічних види нічниць (Myotis). Птахів 315 видів, серед них 10 ендемічних.
Приблизно 2 770 км² території або близько 5 % екорегіону знаходяться під охороною. Загалом найбільшою загрозою є знелісення для потреб рільництва і скотарства, зараз залишилася лише невелика частина природних лісів. Негативний ефект підсилюється ерозією через інтенсивне будівництво доріг, надмірне використання пасовищ, збір деревини для палива.